# Bahnhof Bruxelles-Nord/Brussel-Noord

Der Bahnhof Brüssel Nord (französisch gare de Bruxelles-Nord, niederländisch station Brussel-Noord) ist einer der drei großen Bahnhöfe Brüssels und besitzt zwölf Bahnsteiggleise. Die Station befindet sich nicht, wie der Name suggeriert, in der Stadt Brüssel, sondern in der angrenzenden Gemeinde Schaerbeek/Schaarbeek innerhalb der zweisprachigen Region Brüssel-Hauptstadt. Nach den Bahnhöfen Brüssel Zentrum und Brüssel Süd ist er der Bahnhof mit den drittgrößten Fahrgastzahlen Brüssels, zudem ist er der viertgrößte Bahnhof Belgiens nach den genannten Brüsseler Bahnhöfen und dem Bahnhof Gent-Sint-Pieters.

## Geschichte

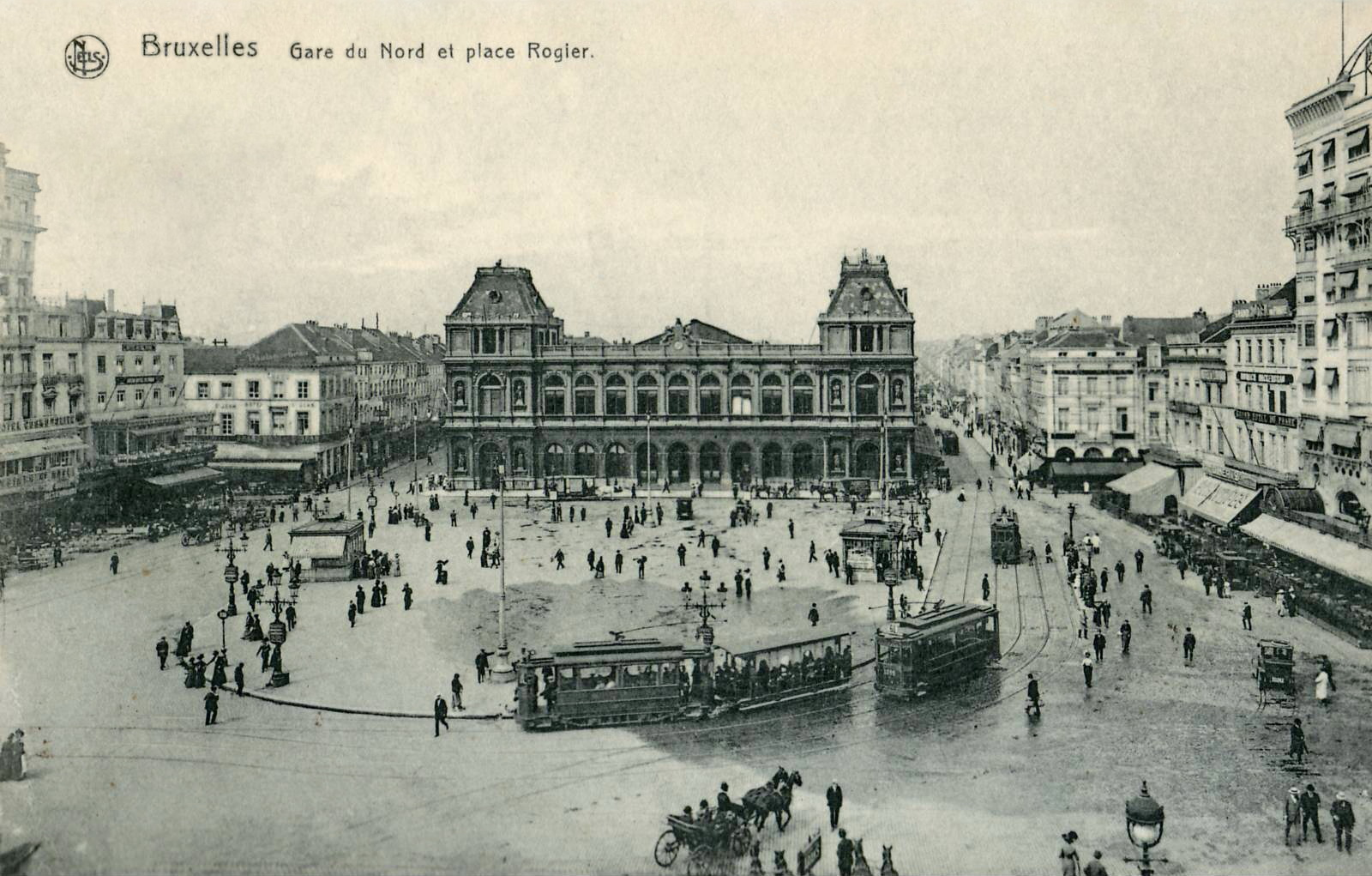
Das alte Bahnhofsgebäude (1910)

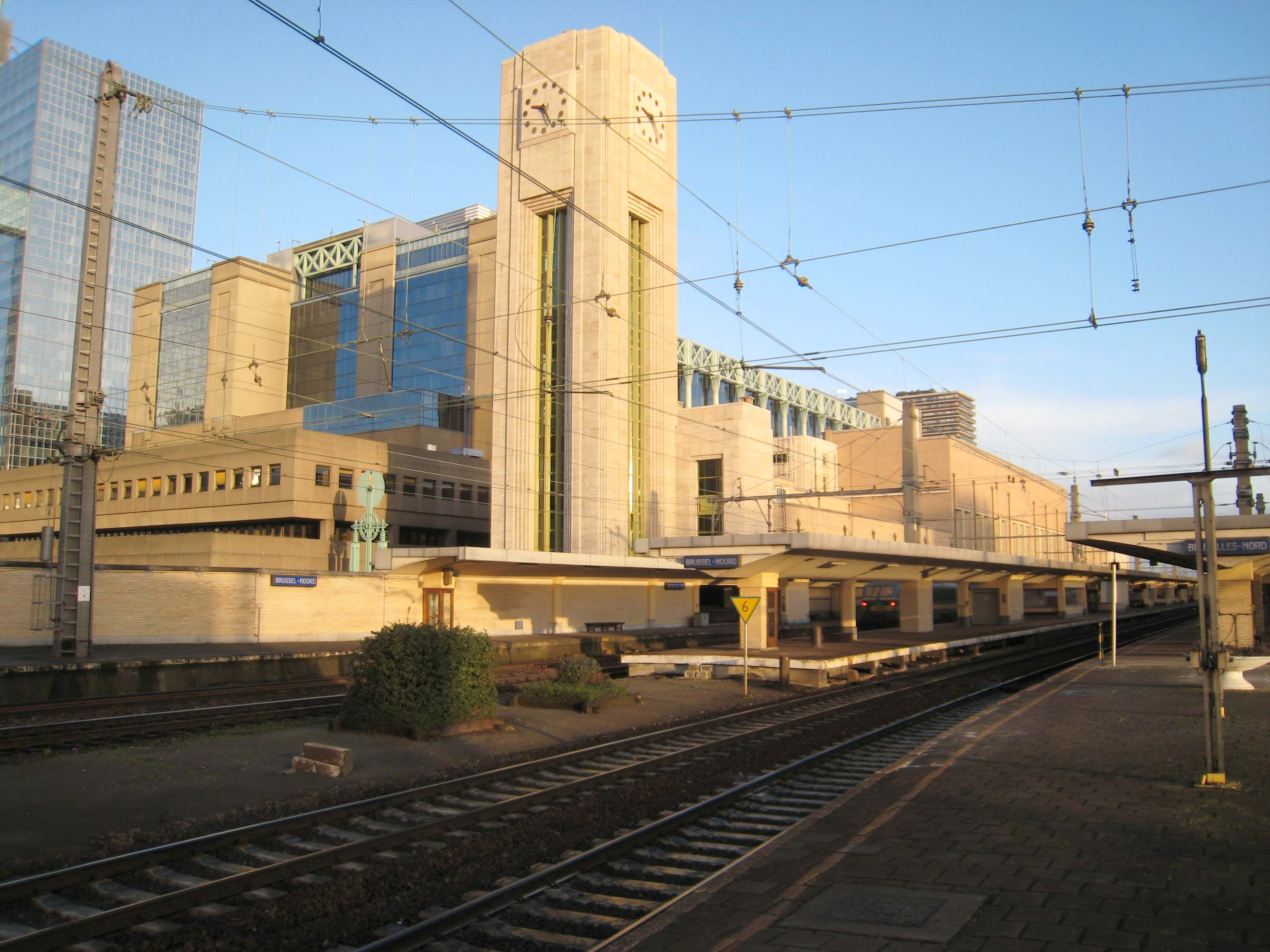
Gleisseite mit dem markanten Uhrturm

Im 19. Jahrhundert gab es, auf Beschluss des belgischen Königs Leopold I., nur wenige hundert Meter südlich vom heutigen Nordbahnhof einen Vorgängerbahnhof an der Place Rogier. Die Bauarbeiten begannen am 28. September 1841 und wurden im März 1846 beendet. Dieser Kopfbahnhof hatte 27 Gleise. 1952 wurde ein neues Bahnhofsgebäude etwa hundert Meter nördlich von der Place Rogier an einem neuen Durchgangsbahnhof an der Brüsseler Nord-Süd-Verbindungsbahn gebaut. Das alte Gebäude von 1846 wurde 1956 abgerissen.

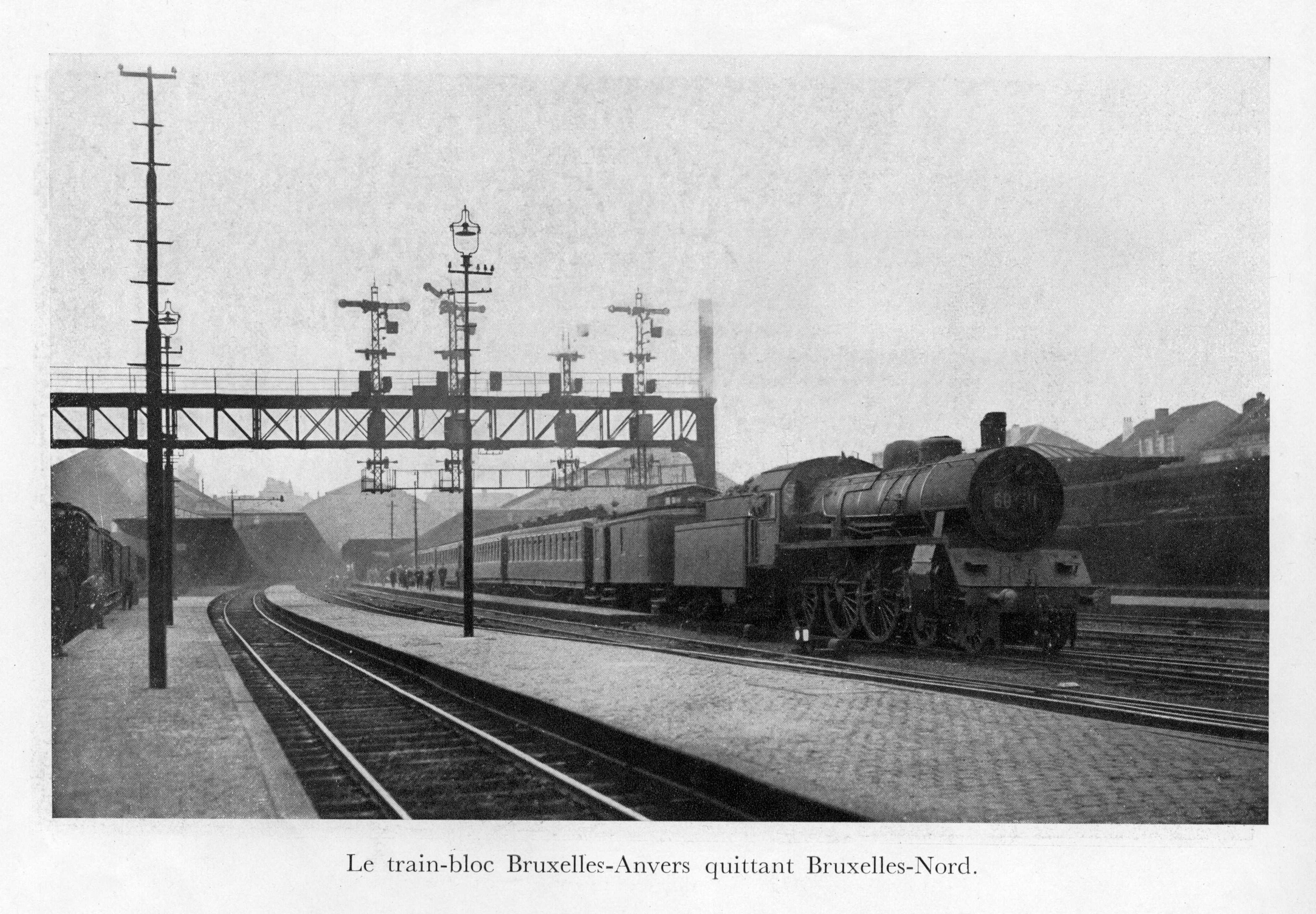
Schnellzug nach Antwerpen bei der Ausfahrt, 1920er-Jahre
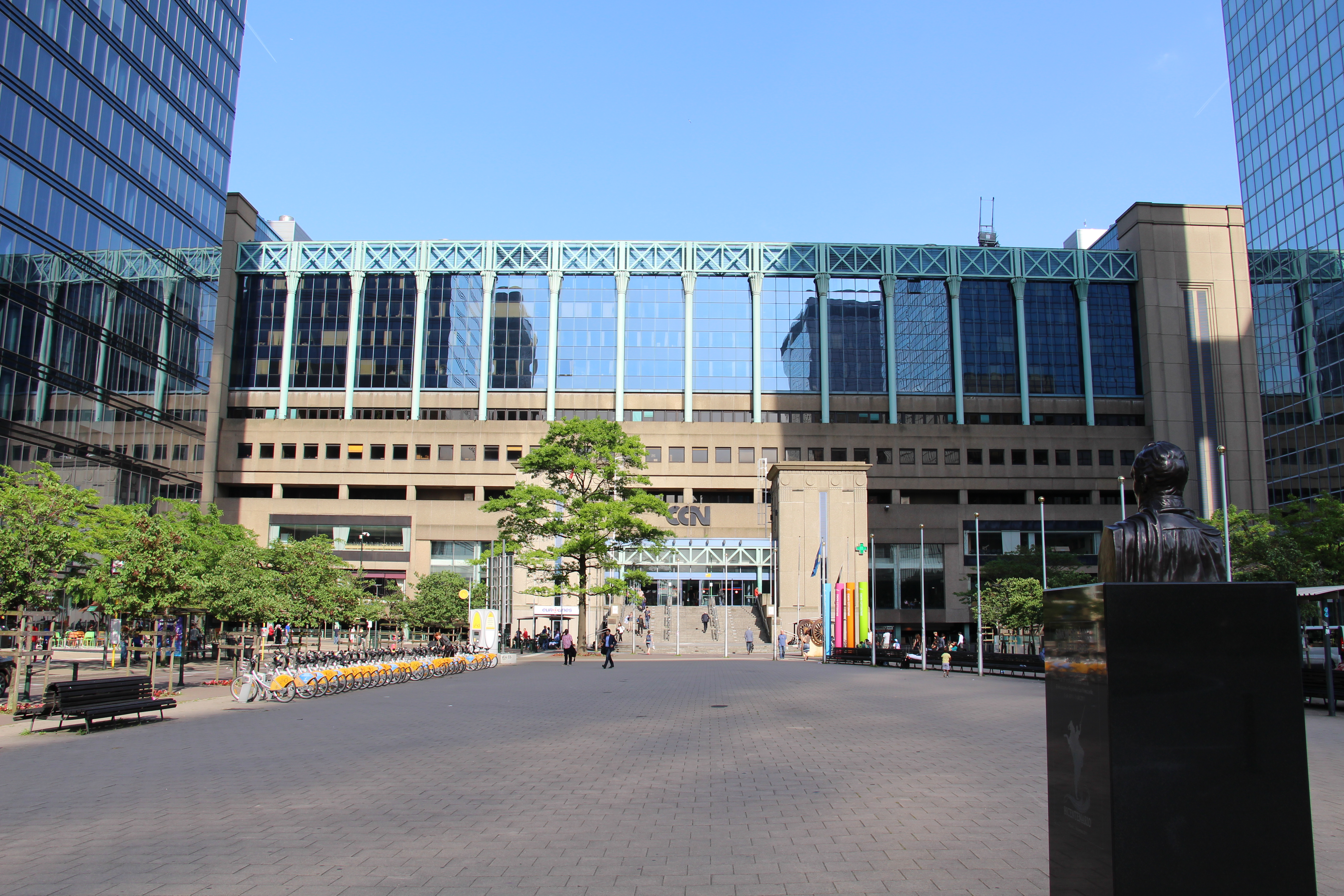
Straßenfront mit Haupteingang
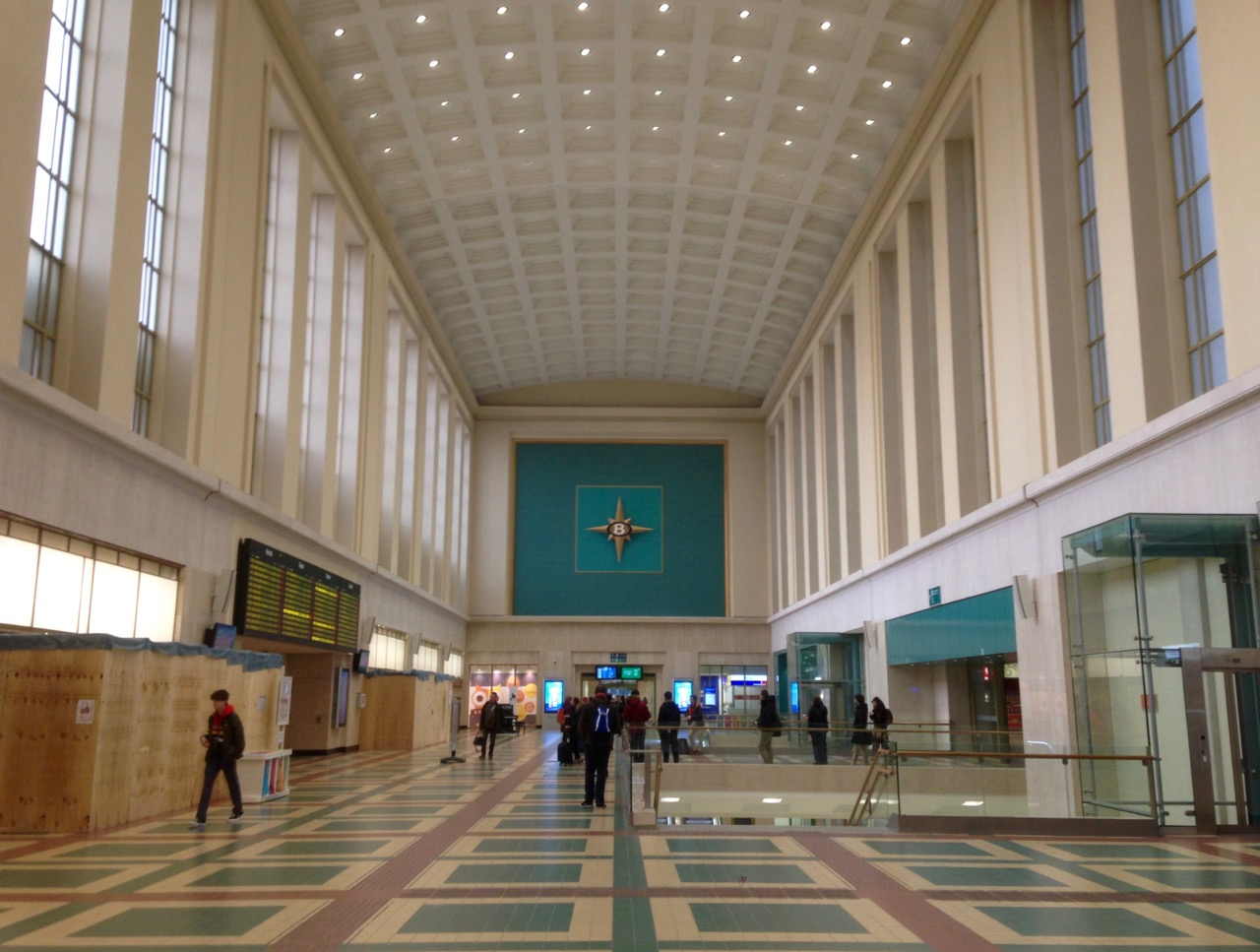
Bahnhofshalle nach der Renovierung

## Verkehr

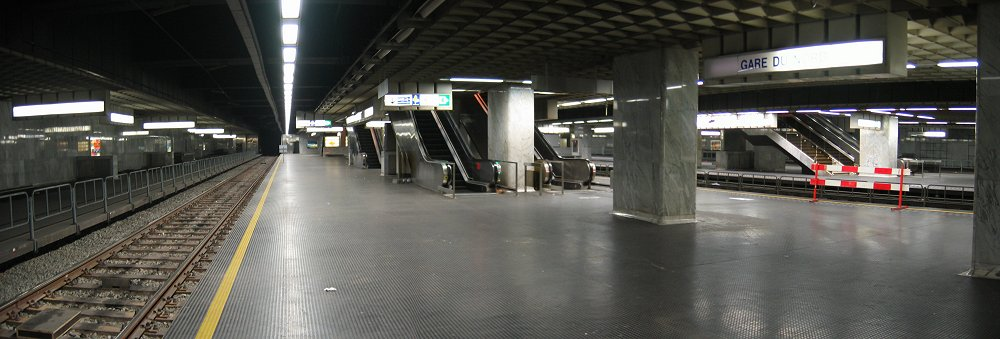
Station Gare du Nord/Noordstation der Prémétro/Premetro

In Brüssel ist der Nordbahnhof heute mit seinen zwölf Gleisen der wichtigste Regionalknoten. Die Verbindungen mit TGV- und ICE-Zügen nach Frankreich, den Niederlanden und Deutschland sowie die Eurostar-Züge nach London verkehren alle vom Südbahnhof. Seit dem Winterfahrplan 2009 hält jedoch der ICE International auch am Bahnhof Brüssel Nord. Etwa 30 Buslinien bedienen die Haltestellen rund um den Bahnhof. Die Premetro-Linie 4 hat hier ihre Endstation. Außerdem ist er nördlicher Endpunkt der unterirdischen Nord-Süd-Verbindungsbahn.
Stand: Fahrplanperiode 10. Dezember 2017 bis 8. Dezember 2018

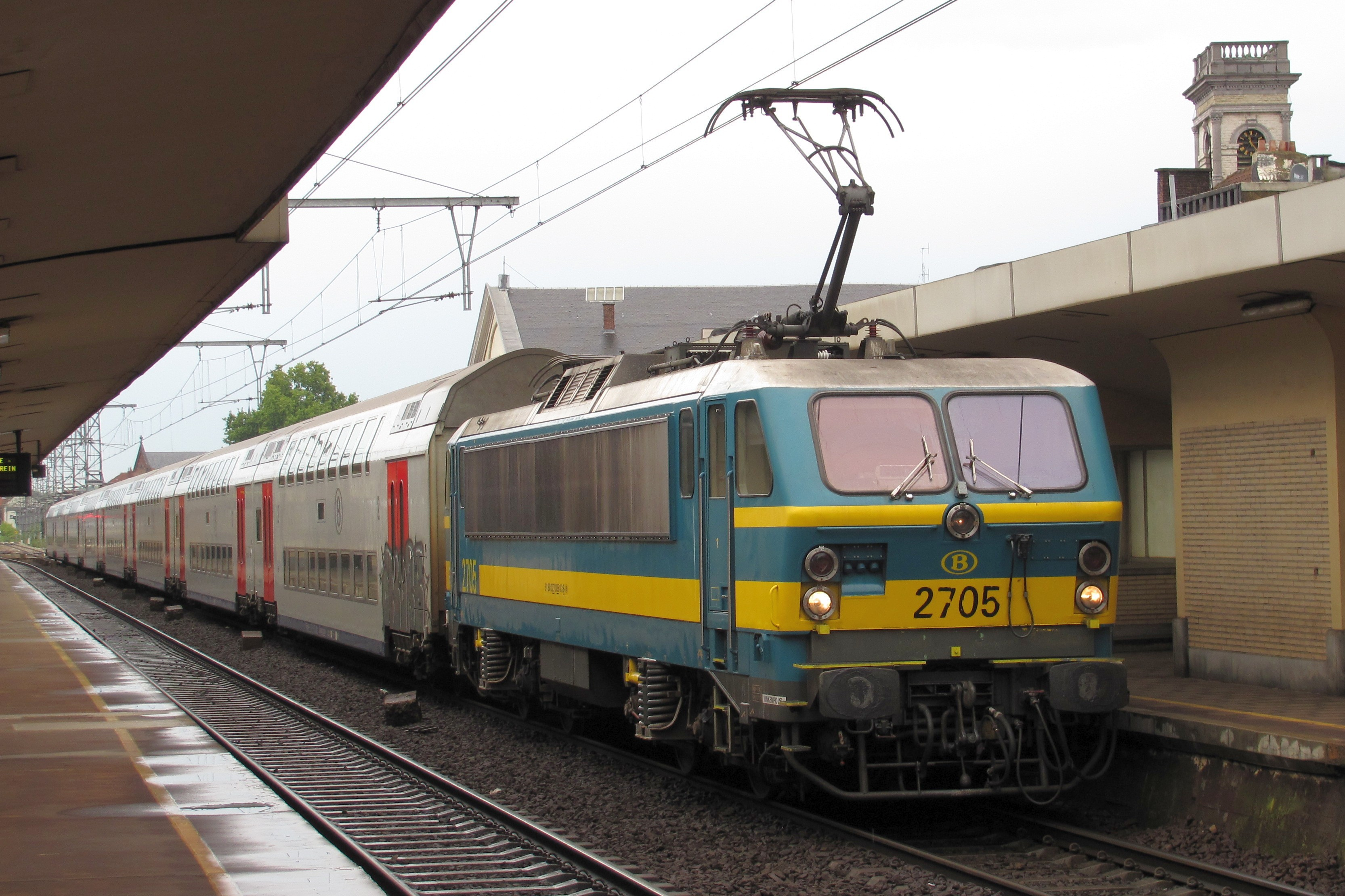
Elektrolokomotive der Baureihe 27 mit Intercity nach Charleroi

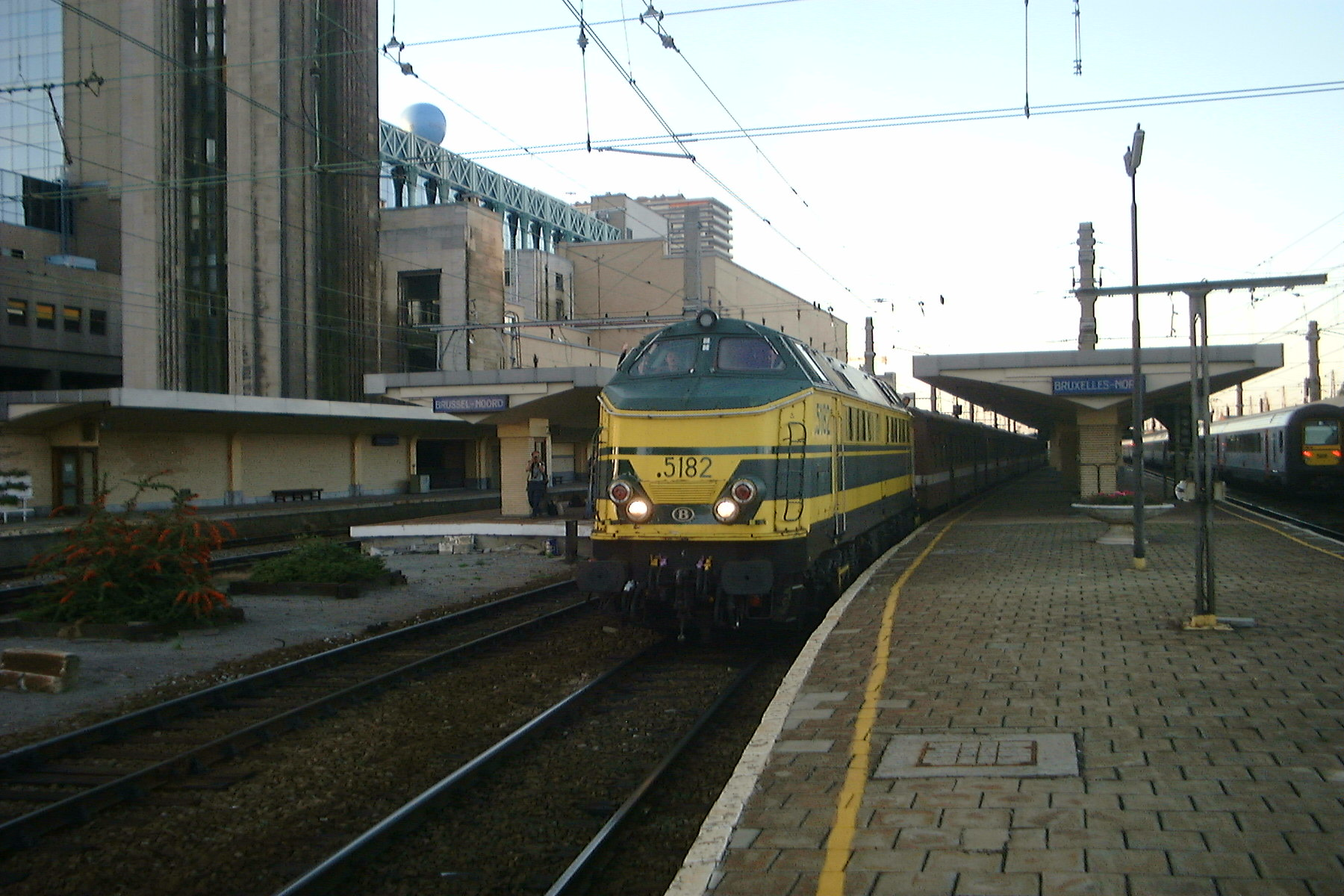
Letzter mit einer Diesellokomotive der Baureihe 51 bespannter Zug im Nordbahnhof, 2003

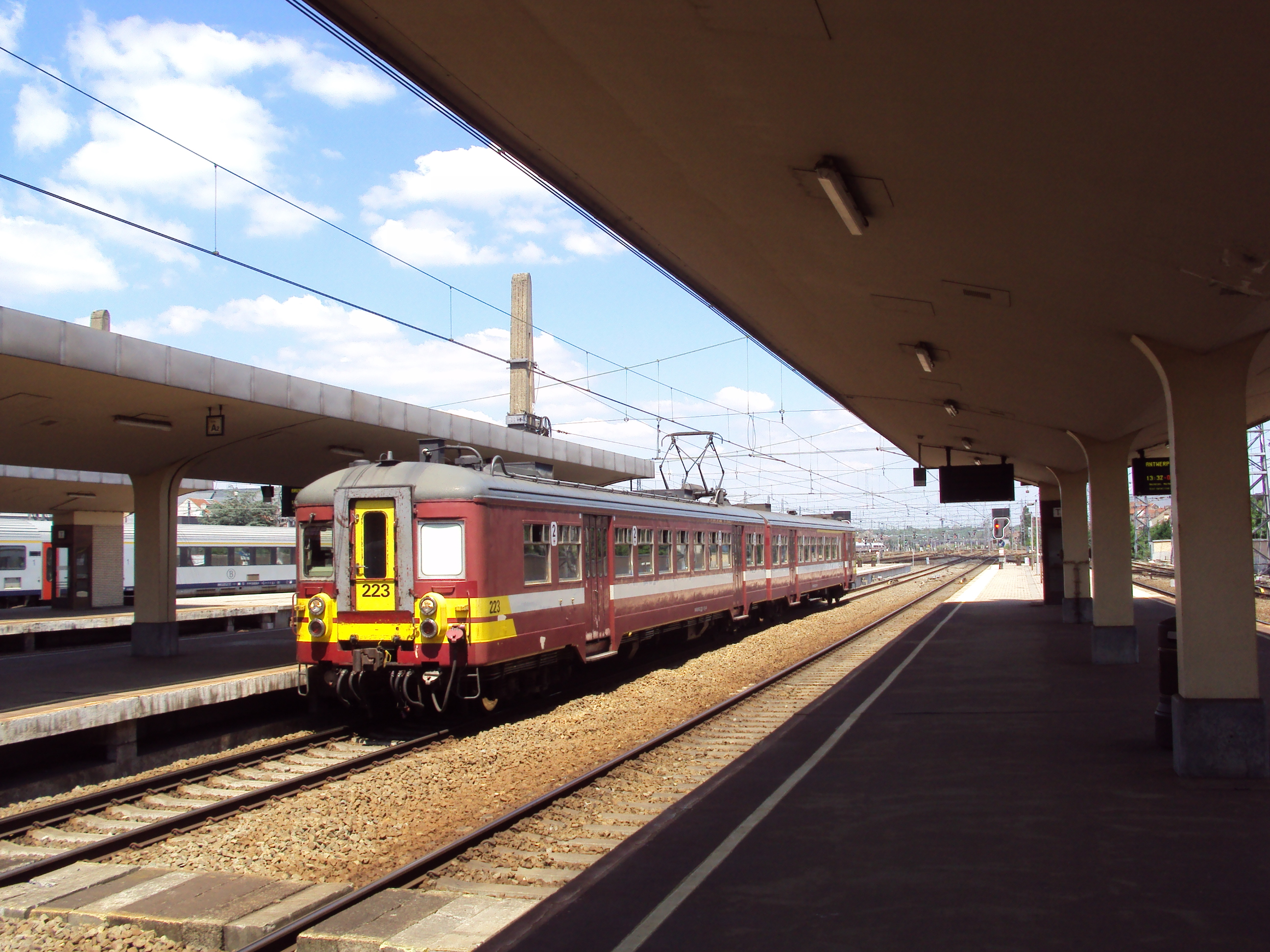
Elektrischer Triebzug der Bauart AM 62

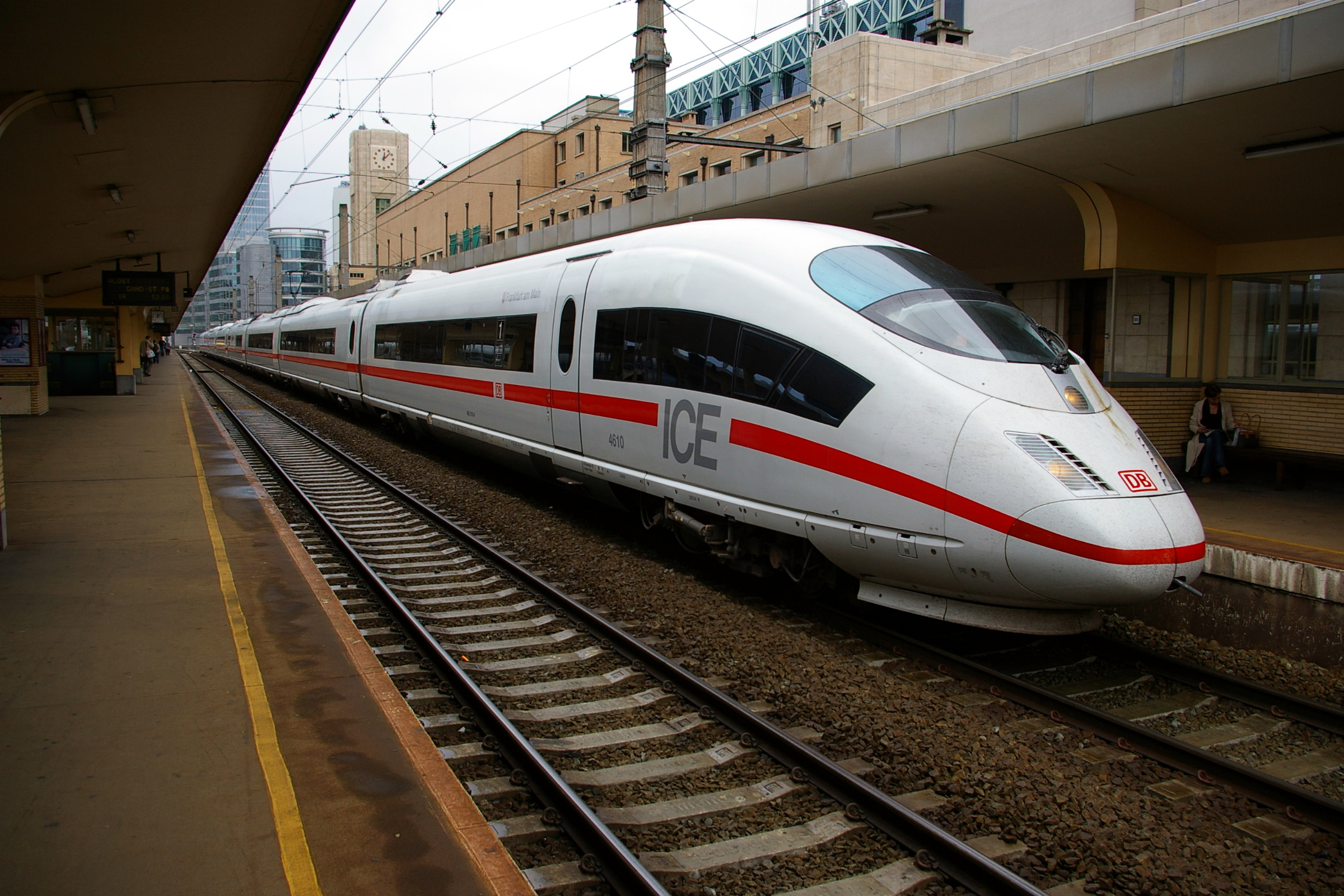
Durchfahrender ICE 3 im Nordbahnhof

| Linie           | Verlauf | Takt Mo–Fr                                        | Takt Sa, So                                                                            |
| --------------- | --- | ------------------------------------------------- | -------------------------------------------------------------------------------------- |
| ICE 79 (DB ICE) | Brüssel-Süd – Brüssel-Nord – Liège-Guillemins – Aachen Hauptbahnhof – Köln Hauptbahnhof – (Köln/Bonn Flughafen – Siegburg/Bonn – Montabaur – Limburg Süd nur einzelne Fahrten halten an diesen Bahnhöfen) – Frankfurt Flughafen – Frankfurt (Main) Hauptbahnhof | 120 min mit Lücken                                | 120 min mit Lücken                                                                     |
| IC 01           | Eupen – Welkenraedt – Verviers-Central – Liège-Guillemins – Leuven – Brüssel-Nord – Brüssel-Central – Brüssel-Süd – Gent-Sint-Pieters – Brugge – Oostende | 60 min                                            | 60 min                                                                                 |
| IC 03           | Genk – Landen – Leuven – Brüssel-Nord – Brüssel-Central – Brüssel-Süd – Gent-Sint-Pieters – Brugge – Blankenberge | 60 min                                            | 60 min                                                                                 |
| IC 05           | Charleroi-Sud – Nivelles – Brüssel-Süd – Brüssel-Central – Brüssel-Nord – Mechelen – Antwerpen-Berchem – Antwerpen-Centraal – Antwerpen-Luchtbal – Essen | 60 min                                            | –                                                                                      |
| IC 06           | Flughafen Brüssel-Zaventem – Brüssel-Nord – Brüssel-Central – Brüssel-Süd – Halle – Edingen – Tournai | 60 min                                            | 60 min                                                                                 |
| IC 06           | Flughafen Brüssel-Zaventem – Brüssel-Nord – Brüssel-Central – Brüssel-Süd – Braine-le-Comte – Mons | 60 min                                            | 60 min                                                                                 |
| IC 07           | Charleroi-Sud – Nivelles – Brüssel-Süd – Brüssel-Central – Brüssel-Nord – Mechelen – Antwerpen-Berchem – Antwerpen-Centraal – Antwerpen-Luchtbal – Antwerpen-Noorderdokken                                                                                      | 60 min                                            | –                                                                                      |
| IC 11           | Binche – La Louvière – Braine-le-Comte – Brüssel-Süd – Brüssel-Central – Brüssel-Nord – Mechelen – Lier – Herentals – Turnhout | 60 min                                            | –                                                                                      |
| IC 12           | Kortrijk – Gent-Sint-Pieters – Brüssel-Süd – Brüssel-Central – Brüssel-Nord – Leuven – Liège-Guillemins – Verviers-Central – Welkenraedt | 60 min                                            | –                                                                                      |
| IC 14           | Quiévrain – Mons – Braine-le-Comte – Brüssel-Süd – Brüssel-Central – Brüssel-Nord – Leuven – Liège-Guillemins | 60 min                                            | –                                                                                      |
| IC 16           | Brüssel-Süd – Brüssel-Central – Brüssel-Nord – Brüssel-Schuman – Brüssel-Luxemburg – Ottignies – Namur – Arlon – Luxemburg | 60 min                                            | 60 min                                                                                 |
| IC 17           | (Flughafen Brüssel-Zaventem – oder Brüssel-Süd –) Brüssel-Schuman – Brüssel-Luxemburg – Ottignies – Namur – Dinant | 60 min Flughafen Brü. – Dinant                    | 60 min Brüssel-Süd – Dinant                                                            |
| IC 18           | Liège-Saint-Lambert – Liège-Guillemins – Huy – Namur – Ottignies – Brüssel-Luxemburg – Brüssel-Schuman – Brüssel-Nord – Brüssel-Central – Brüssel-Süd | 60 min                                            | –                                                                                      |
| IC 20           | Gent-Sint-Pieters – Aalst – Brüssel-Süd – Brüssel-Central – Brüssel-Nord (– Aarschot – Hasselt – Tongern oder – Dendermonde – Lokeren) | 60 min Gent–Tongern                               | 60 min Gent–Lokeren                                                                    |
| IC 22           | Antwerpen-Centraal – Antwerpen-Berchem – Mechelen – Brüssel-Nord – Brüssel-Central – Brüssel-Süd (– Braine-le-Comte – La Louvière – Binche) | 60 min nur Antwerpen–Brüssel                      | 60 min Antwerpen–Binche                                                                |
| IC 23           | Oostende – Brugge – Kortrijk – Zottegem – Brüssel-Süd – Brüssel-Central – Brüssel-Nord – Flughafen Brüssel-Zaventem | 60 min                                            | 60 min                                                                                 |
| IC 23           | Knokke – Brugge – Gent-Sint-Pieters – Brüssel-Süd – Brüssel-Central – Brüssel-Nord – Flughafen Brüssel-Zaventem | 60 min                                            | 60 min                                                                                 |
| IC 26           | Kortrijk – Tournai – Edingen – Halle – Brüssel-Süd – Brüssel-Central – Brüssel-Nord – Dendermonde – Lokeren – Sint-Niklaas | 60 min                                            | –                                                                                      |
| IC 29           | (De Panne – Lichtervelde –) Gent-Sint-Pieters – Aalst – Brüssel-Süd – Brüssel-Central – Brüssel-Nord – Flughafen Brüssel-Zaventem – Leuven (– Landen) | 60 min nur Gent–Landen                            | 60 min De Panne–Leuven, jeder 2. Zug nach Landen                                       |
| IC 31           | Antwerpen-Centraal – Antwerpen-Berchem – Mechelen – Brüssel-Nord – Brüssel-Central – Brüssel-Süd (– Nivelles – Charleroi-Sud) | 60 min nur Brüssel–Antwerpen                      | 60 min Antwerpen–Charleroi                                                             |
| IC 35           | Brüssel-Süd – Brüssel-Central – Brüssel-Nord – Flughafen Brüssel-Zaventem – Mechelen – Antwerpen-Berchem – Antwerpen-Centraal – Breda – Rotterdam Centraal (– Flughafen Schiphol – Amsterdam Centraal oder – Den Haag Hollands Spoor)                           | 60 min 4 Züge/Tag nach Den Haag statt Amsterdam   | 60 min 4 Züge/Tag nach Den Haag statt Amsterdam                                        |
| S 1             | Antwerpen-Centraal – Antwerpen-Berchem – Mechelen – Schaerbeek/Schaarbeek – Brüssel-Nord – Brüssel-Central – Brüssel-Süd – Braine-l’Alleud – Nivelles | 30 min Antwerpen–Nivelles                         | Sa: 30 min Antwerpen–Nivelles So: 2 × 60 min Antwerpen–Brü.-Süd und Brü.-Nord–Nivelles |
| S 2             | Leuven – Zaventem – Schaerbeek/Schaarbeek – Brüssel-Nord – Brüssel-Central – Brüssel-Süd – Braine-le-Comte | 30 min                                            | 60 min                                                                                 |
| S 3             | Dendermonde – Jette – Brüssel-Nord – Brüssel-Central – Brüssel-Süd – Denderleeuw – Zottegem | 60 min                                            | –                                                                                      |
| S 6             | Schaerbeek/Schaarbeek – Brüssel-Nord – Brüssel-Central – Brüssel-Süd – Halle – Edingen – Geraardsbergen – Denderleeuw (– Aalst) | 60 min Scha/erbeek–Aalst                          | 60 min Scha/erbeek–D’leeuw                                                             |
| S 8             | Brüssel-Süd – Brüssel-Central – Brüssel-Nord – Brüssel-Schuman – Brüssel-Luxemburg – Ottignies (– Louvain-la-Neuve) | 30 min bis Ottignies, jeder 2. Zug nach Ottignies | 30 min nur Brüssel–Louvain-la-N.                                                       |
| S 10            | Dendermonde – Jette – Brüssel-West – Brüssel-Süd – Brüssel-Central – Brüssel-Nord – Jette – Denderleeuw – Aalst | 60 min                                            | 60 min                                                                                 |
| P               | verschiedene Verstärkerfahrten | HVZ                                               | –                                                                                      |
| ICT             | verschiedene Fahrten von/zu touristischen Orten | Touristensaison                                   | Touristensaison                                                                        |